# XG-PON
XG-PON (ook bekend als 10G-PON of G.987) is een computernetwerkstandaard geïntroduceerd in 2010, die gedeelde internettoegangssnelheden tot 10 Gbit/s (gigabits per seconde) mogelijk maakt over dark fiber. Het is de opvolger van GPON of Gigabit-compatibele PON. Passieve optische netwerkarchitectuur (PON) is een kosteneffectieve manier om te voldoen aan de stijgende prestatie-eisen voor internetverbindingen, en optische lokale netwerken voor "Fibre-to-the-desk". Soms wordt ook wel de term "XGS-PON" genoemd; hierbij staat de S voor het feit dat de upload- en downloadsnelheden symmetrisch zijn.

## Beschikbaarheid in Nederland
In Nederland zijn diverse netwerkbeheerders bezig met het uitrollen van XGS-PON technologie om snellere netwerkverbindingen naar consumenten aan te leggen dan wat een koperen kabel kan bieden. Waar over de kabel met DOCSIS 3.1 snelheden tot 2,5 Gbit/s worden gerealiseerd door onder andere VodafoneZiggo, worden over glazvezel met XGS-PON snelheden tot wel 8 Gbit/s aangeboden door onder andere DELTA en in de toekomst ook KPN.